# كتاب كفاحي بالعربية

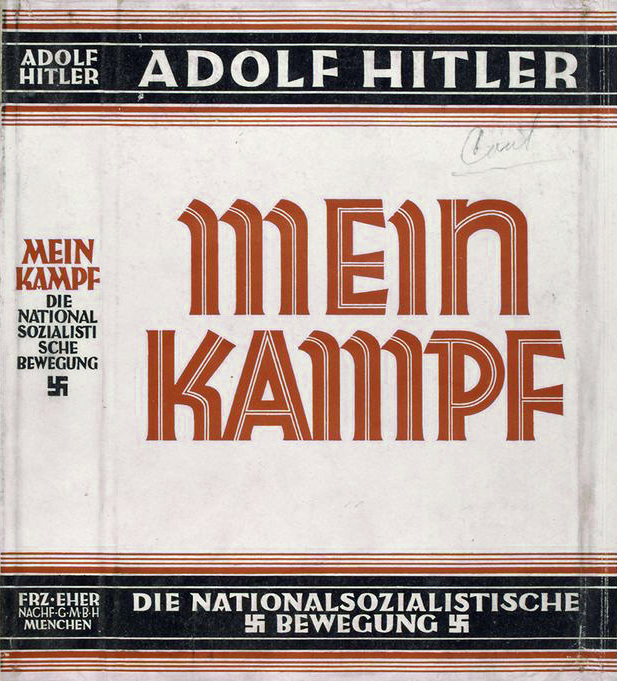
كتاب كفاحي باللغة الألمانية، وتاريخ إصداره مابين عام 1926 و1927.

كتاب كفاحي في العالم العربي، ألف مستشار ألمانيا أدولف هتلر كتابه «كفاحي»، وصدرت إلى العالم العربي في عقد 1930، ومازالت تصدر مؤلفات «كفاحي» حتى يومنا هذا.

## الترجمة إلى اللغة العربية
كانت ترجمة كتاب كفاحي إلى اللغة العربية مرت في فترة الحكم الرايخ الثالث من عام 1934 إلى عام 1945 لثلاث محاولات، وهي:

### المحاولة الأولى
بعد المحاولة الأولى لترجمة كتاب كفاحي إلى اللغة العربية في عقد 1930، تمكنت أحد الصحف العربية أن تؤخذ اقتباس من كفاحي بداية عام 1934. وكان السفير الألماني لدى مملكة العراق فريتز غرُوبَا أعلن بترجمة كتاب كفاحي إلى اللغة العربية واقترح غروبا تعديل النصوص الألمانية المتوافقة مع القاموس العربي، فبدلاً أن يترجم عبارة «معاداة السامية»، يقوم ترجمتها بـ «معاداة اليهود»، ورفع عبارة «العرق الآري».
أستغرقت ترجمة الكتاب وتغييرات نصية من الألمانية إلى العربية لمدة سنتين، وأنهى مستشار المستشرق للحكومة الألمانية باقتراحات الترجمة، وأنتهت المحاولة الأولى دون تحقيق النتيجة.
وبعد ذلك، قررت وزارة الإعلام الألمانية على المضي قدماً لترجمة الكتاب إلى اللغة العربية، وذلك عن طريق المكتبة الألمانية في العاصمة المصرية القاهرة ، وكان المترجم أحمد محمود الساداتي، وهو الذي أشرف على ترجمة كتاب كفاحي، وقدم المراجعة للدكتور موريتز عام 1937، ورفض قبول الترجمة.

### المحاولة الثانية
وفي عام 1937، قام الساداتي بترجمة الكتاب مرة الأخرى دون موافقة السلطات الألمانية، فجاء الرد من الجانب الألماني قوله بأن ماقمته بترجمة الكتاب غير مقبول ولا يتفق مع رأي هتلر، وأحتوت الترجمة عبارات مسيئة للعرب ومنسوبة إلى هتلر، ووصف بأنه العرب هم شعب منحط وأن التراث العربي نهبت من الحضارات الأخرى، بالإضافة إلى زعم أن العرب لا يملكون الثقافة ولا الفنون.

### المحاولة الثالثة والأخيرة
كان الدبلوماسي الألماني أوتو فون هيتنغ وهو أحد موظفي وزارة الخارجية الألمانية يقترح أن الترجمة يجب أن تعاد من جديد وأن تكون الكتاب في حدود الأدب وحسن الأسلوب، فبدأ تفعيل العلاقات مع القوميون العرب ومفتي فلسطين الحاج أمين الحسيني، وكما طلب شكيب أرسلان دفع 10 آلاف من النقود لترجمة الكتاب، وفي 21 ديسمبر عام 1938 رفض وزارة الإعلام الألمانية الطلب.

## أول طباعة عام 1963
تمت ترجمة كتاب كفاحي للمرة الأولى عام 1963م من قبل المؤلف اللبناني لويس الحاج، تمت طباعتها للمرة الأولى سنة 1963م، وجددت طباعة الكتاب للمرة الثالثة سنة 2014م، وذلك عن طريق مكتبة بيسان للنشر في العاصمة اللبنانية بيروت.
وفي 8 سبتمبر عام 1999م، ذكرت وكالة فرانس برس أن كتاب كفاحي أحتل المرتبة السادسة من أفضل الكتب مبيعاً والتي جمعها دار الشروق في مدينة رام الله الفلسطينية، برغم توفر الكتاب 10 نسخ فقط، علماً أن كتاب كفاحي ظلت ممنوعة لدى سلطات الاحتلال الإسرائيلية، وسبب نشر الكتاب يعود لموافقة من السلطة الفلسطينية ، وكما تمكن كتاب كفاحي لبيعها في معرض القاهرة الدولي للكتاب عام 2007، وذكر التقرير أن زوار المعرض تمكنوا من الحصول على نسخ الكتاب حتى نَفِدَت الكمية.

## مزاعم ظهور كتاب كفاحي أثناءالعدوان الثلاثي
بعد نهاية العدوان الثلاثي على مصر عام 1956، زعمت رئيسة وزراء إسرائيل غولدا مائير أن الترجمة العربية لكتاب كفاحي وجدت في أيدي الجنود المصريين، ووصفت مائير الرئيس المصري جمال عبد الناصر بأنه تلميذ أدولف هتلر والذي يرغب إبادة إسرائيل على حد زعمها. وظهرت أحد مناهج مادة التاريخ المدرسية الإسرائيلية وظهرت صورة كتاب هتلر المترجمة إلى اللغة العربية، والتي قيل لها أنها شاركت في حرب السويس عام 1956م، وزعمت كتاب التاريخ أن أن مصر خدمت الإذلال وربطها مع النازيين. ".